# Wacław Unger

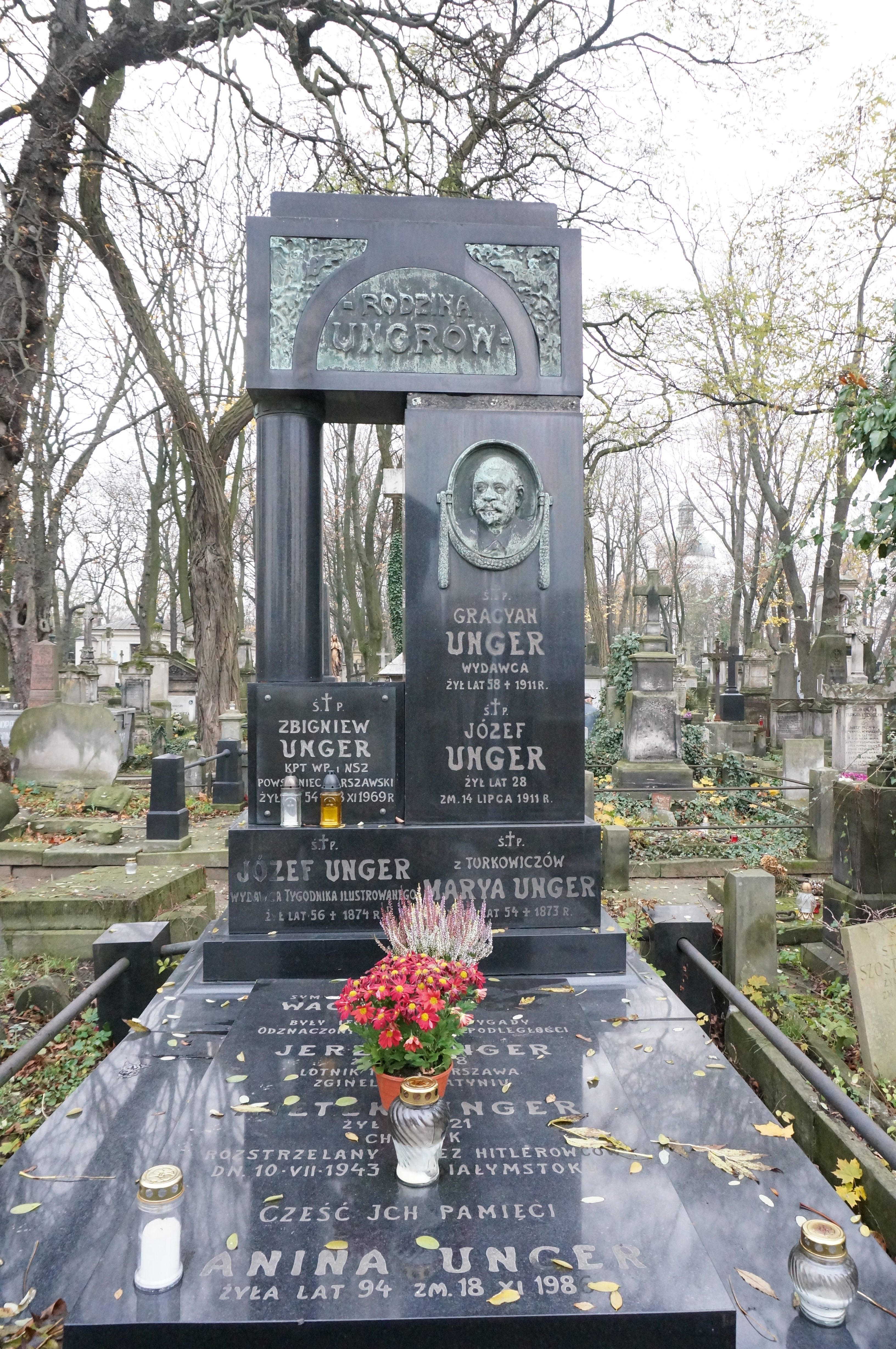
Symboliczny grób Wacława Ungera na cmentarzu Powązkowskim w Warszawie.

Wacław Unger (ur. 2 czerwca 1894 w Warszawie, zm. 22–25 kwietnia 1940 w Kalininie) – podkomisarz Policji Państwowej, oficer rezerwy Wojska Polskiego, działacz niepodległościowy, ofiara zbrodni katyńskiej

## Życiorys
urodził się 2 czerwca 1894 w Warszawie, w rodzinie Gracjana (1853–1911), księgarza, i Ksawery z Ruszkowskich (zm. 1924).
Od 20 września 1914 do 1 stycznia 1916 służył w 1 pułku artylerii Legionów Polskich. W czasie wojny z bolszewikami walczył w szeregach 1 pułku artylerii polowej Legionów. Z dniem 25 października 1921 został zdemobilizowany w stopniu podporucznika służby gospodarczej i przydzielony w rezerwie do Wojskowego Okręgowego Zakładu Gospodarczego Nr I w Warszawie. 8 stycznia 1924 został zatwierdzony w stopniu podporucznika ze starszeństwem z 1 czerwca 1919 i 354. lokatą w korpusie oficerów rezerwy artylerii. Posiadał wówczas przydział w rezerwie do 15 pułku artylerii polowej w Bydgoszczy. W 1934, jako oficer rezerwy pozostawał w ewidencji Powiatowej Komendy Uzupełnień Kielce. Posiadał przydział do Oficerskiej Kadry Okręgowej Nr X. Był wówczas w grupie oficerów „pełniących służbę w Policji Państwowej w stopniu oficera PP”.
Od 1 listopada 1923 do 31 grudnia 1924 był komendantem Straży Granicznej w Duniłowiczach. Od 1926 służył w Policji Państwowej. W latach 1926–1928 w Urzędzie Śledczym w Warszawie. Od 1 października do 21 grudnia 1929 komendant powiatowy PP we Lwowie. W latach 1933–1934 kierownik Komisariatu PP w Kielcach i Olkuszu. W 1936 został przeniesiony do województwa białostockiego. Od 20 lutego 1937 na stanowisku kierownika II Komisariatu PP w Białymstoku. W sierpniu 1939 w tym samym mieście na stanowisku kierownika I Komisariatu PP.
W nieznanych okolicznościach, po agresji ZSRR na Polskę (17 września 1939), dostał się do sowieckiej niewoli i został osadzony w obozie w Ostaszkowie. Między 21 a 23 kwietnia 1940 został przekazany do dyspozycji naczelnika Zarządu NKWD Obwodu Kalinińskiego. Między 22 a 25 kwietnia 1940 został zamordowany w Kalininie (obecnie Twer) i pogrzebany w Miednoje. Od 2 września 2000 spoczywa na Polskim Cmentarzu Wojennym w Miednoje.
Jego symboliczny grób znajduje się w rodzinnym grobowcu na cmentarzu Powązkowskim w Warszawie (kwatera 156, rząd 3, miejsce 16-17).
Był żonaty z Janiną (ok.1892–1986), z którą miał dwóch synów. Sym Mieczysław (1922–1943) został zamordowany przez Niemców w Lesie Bacieczkowskim.
4 października 2007 minister spraw wewnętrznych i administracji Władysław Stasiak mianował go pośmiertnie na stopień komisarza Policji Państwowej. Awans został ogłoszony 10 listopada 2007, w Warszawie, w trakcie uroczystości „Katyń Pamiętamy – Uczcijmy Pamięć Bohaterów”.

## Ordery i odznaczenia
- Krzyż Niepodległości – 23 grudnia 1933 „za pracę w dziele odzyskania niepodległości”[17][3][18]
- Medal Pamiątkowy za Wojnę 1918–1921